# Jan Brokoff
Jan Brokoff, také Johann Brokoff, Brokof, či Prokov (23. června 1652 Spišská Sobota, Uhry – 28. prosince 1718 Praha) byl barokní sochař a řezbář původem z německé spišské rodiny, který hlavní část života žil a tvořil v Čechách. Byl otcem sochařů Michala Jana Josefa Brokoffa a Ferdinanda Maxmiliána Brokoffa.

## Život
Narodil se v rodině ševce Ondřeje Brokoffa (Prokofa, Brokova) luteránského vyznání ve Spišské Sobotě v horních Uhrách. Podle místa původu měl přízvisko Ungarus. Brzy se vyučil řezbářem, již v letech 1675–1680 se dostal do Prahy. Kvůli epidemii moru odtud roku 1680 uprchl s cílem dojít do Řezna, ale zůstal v západních Čechách. Pracoval tam pro různé objednavatele. Zejména byla pro jeho kariéru významná zakázka na model sochy Jana Nepomuckého podle sošky Mathiase Rauchmillera, vypracovaná pro pražský kamenný (Karlův) most na objednávku barona Matyáše Bohumíra Wunschwitze v Ronšperku (Poběžovicích). V hřbitovním kostele v Manětíně roku 1685 vytvořil dřevořezby stojících světců pro hraběte Karla Maxmiliána Lažanského. Léta 1685–1687 Brokoff strávil prací na panství hraběte Michaela Osvalda Thuna v Klášterci nad Ohří, odtud odešel do služeb hraběte Jana Adama Hrzána na Červený hrádek. Na zámku působil v letech 1687–1689 a narodil se mu tam syn Ferdinand Maxmilián. Potom s rodinou bydlel v Jirkově, odkud se v roce 1692 přestěhoval do Prahy.

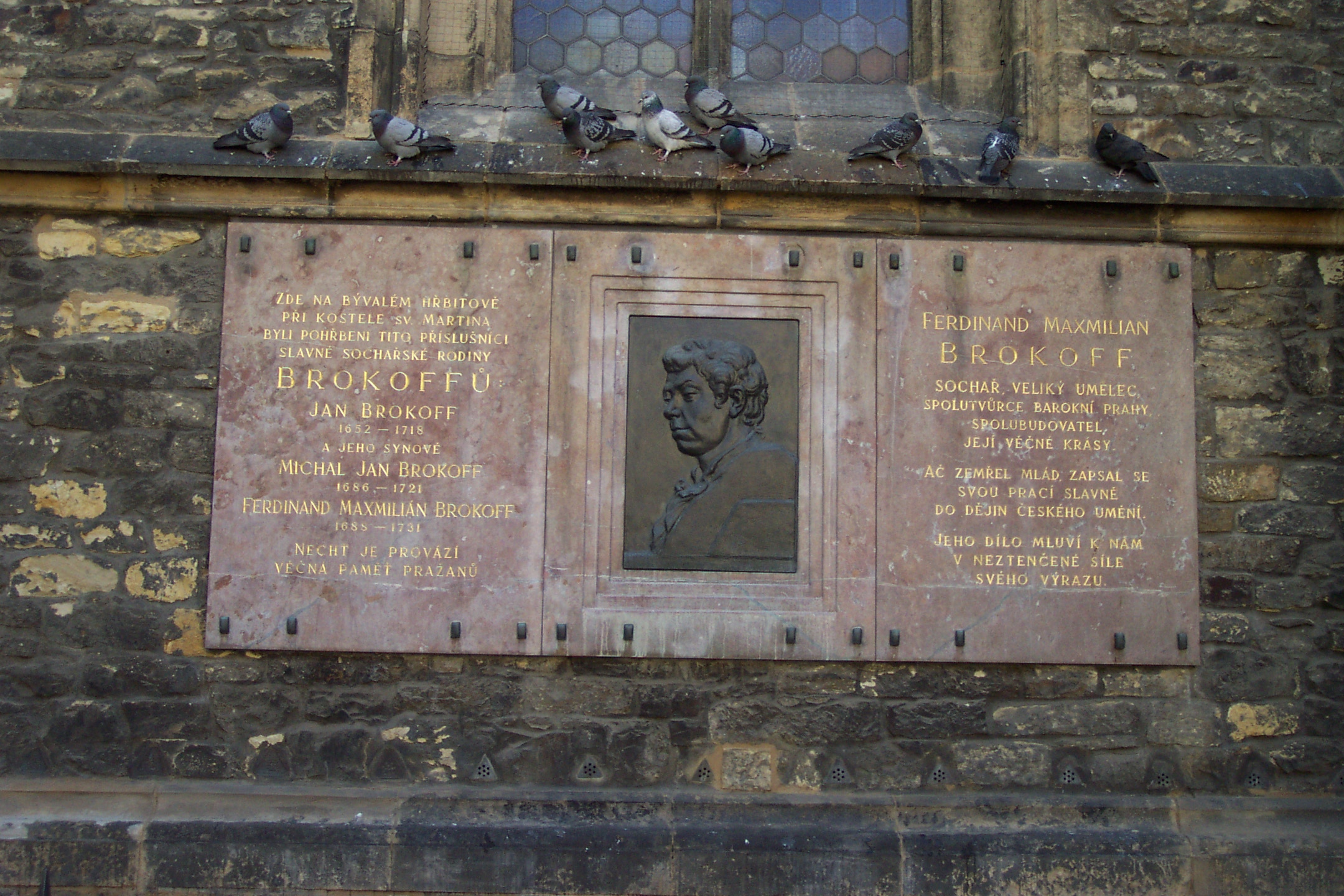
Pamětní deska rodiny Brokofů v Praze

Jan Brokoff se usadil na Starém Městě pražském, kde získal roku 1693 městské právo a koupil si dům s dílnou na rohu Skořepky a Uhelného trhu, později v domě U Salátů na Národní třídě (dnes součást paláce sousedícího s palácem Adria). V Praze Jan Brokoff od luterského vyznání konvertoval ke katolictví. Se svou ženou Alžbětou měl čtyři děti – syny Michala Jana Josefa, Ferdinanda Maxmiliána, Antonína Šebestiána a dceru Annu Eleonoru. Michal Jan Josef a Ferdinand Maxmilián se vyučili a pracovali v otcově dílně. Po jeho smrti převzali vedení rodinné sochařské dílny (mladší Ferdinand Maxmilián se stal nejvýznačnější osobností rodu), Antonín Šebestián se stal dvorním básníkem na vídeňském dvoře.
Jan Brokoff zemřel 28. prosince 1718. Byl pochován na hřbitově u kostela sv. Martina ve zdi na Starém městě Pražském, který byl zrušen počátkem 20. století. Roku 1909 byla na vnější stěně kostela u presbytáře umístěna pamětní deska rodiny Brokoffů od Josefa Mařatky.
V roce 2018 vydala ČNB k 300. výročí smrti Jana Brokofa stříbrnou pamětní minci v hodnotě 200 Kč, na jejíž lícní straně je ztvárněna socha sv. Jana Nepomuckého na podstavci.

## Dílo
Jan Brokoff své rané práce vytvářel samostatně, na pozdějších dílech spolupracovali i jeho synové Josef a Ferdinand.
Mezi nejznámější díla Jana Brokoffa patří dílo, které jej v Praze záhy po vzniku proslavilo – bronzová socha svatého Jana Nepomuckého na Karlově mostě (1683). Tu, respektive dřevěnou sochu, podle které se bronzová socha v Norimberku odlévala, ovšem Jan Brokoff provedl roku 1682 podle modelu od vídeňského sochaře Mathiase Rauchmillera z roku 1681 (jeho 41 cm vysoká sádrová soška je v pražské Národní galerii). Brokoff drobnou sošku převedl do životní velikosti a v detailech promodeloval, zejména ve výrazu tváře. Tato dřevěná socha je dnes umístěna na hlavním oltáři pražského kostela svatého Jana Nepomuckého Na Skalce. Posloužila jako vzor a prototyp mnoha sochám světce v českých zemích, v Německu i v Rakousku. Jednou z nich je i socha sv. Jana Nepomuckého na náměstí v Poběžovicích, která je kulturní památkou České republiky.
Jan Brokoff je i autorem sousoší Piety (1695), které bylo v roce 1859 z Karlova mostu přesunuto do nádvoří kláštera Milosrdných sester sv. Karla Boromejského (dnes nemocnice Pod Petřínem). Další dvě „mostní“ sousoší sv. Josef a Křest Kristův byla poničena během revoluce roku 1848. Torzo figur Křtu Kristova s erbem donátora je součástí sbírek Lapidária Národního muzea, stejně jako socha sv. Václava vinaře, šlapajícího hrozny v putně, původem z viniční usedlosti pod Vyšehradem. Dobová kopie téže sochy stojí v zahradě jezuitského konventu v Praze na Karlově náměstí, druhá – novodobá kopie – byla roku 1999 umístěna do nádvoří Konviktu. Na Karlově mostě dosud stojí dvě Brokoffova sousoší: je to trojice světic (svatá Alžběta, svatá Markéta, svatá Barbora) z roku 1707, a sousoší sv. Františka Borgiáše mezi anděly, na nichž Jan nepochybně pracoval se svými syny. S nimi se podílel i na sochařské výzdobě Toskánského paláce na Hradčanech, kde jsou autory alegorických soch sedmera svobodných umění na atice a dvou erbů na průčelí.
Mimo Prahu vytvořil Jan Brokoff mnoho dalších uměleckých děl v Čechách, například sochy mouřenínů v Častolovicích. Z lipového dřeva vyřezal sochy svatých v kostele Sv. Barbory v Manětíně (1685), z pískovce jsou kamenné sochy Tritona a Čtyř ročních období v parku na zámku v Klášterci nad Ohří (kolem 1686). Na Červeném hrádku u Jirkova vytvořil cyklus soch z antické mytologie pro výzdobu zámeckého parku. Na zámku v Libochovicích pracoval na třech zakázkách: sochařská výzdoba krbu v Saturnově sále, vyřezávané dřevěné obrazové rámy a kamenný erb nad vstupní bránou. Z pobytu v Jirkově po sobě zanechal sloup se sochou Bolestné Panny Marie (1695), u dalších dvou soch z tohoto období (sv. Jan Nepomucký a Panna Maria Immaculata) nebylo autorství prokázáno. Zhotovil také sochu sv. Antonína Poustevníka v Lysé nad Labem (1695?), hlavní oltář v klášterním kostele sv. Vojtěcha v Broumově a další. Mezi jeho nejlepší díla patří Pieta, umístěná v apsidě rekolekčního domu (poustevny) v barokním areálu Skalka v Mníšku pod Brdy.

## Význam
Jan Brokoff nepatří mezi nejvýznamnější české barokní sochaře. Jeho řezby jsou průměrnými díly a jeho figurální práce v kameni mají strnulé toporné tělo, nápadně ostré hrany a příliš zdůrazňované detaily, jak si povšiml V. V. Štech. Sochařská kvalita ovšem zřetelně vzrostla ve chvíli, kdy v dílně začali působit Brokoffovi synové, především Ferdinand. Význam Jana Brokoffa tak paradoxně spočívá hlavně v tom, že je otcem slavného syna. Jan přitom poskytl Ferdinandovi nejen základní sochařské vyučení, ale také tehdy zcela mimořádnou možnost dalšího školení na vídeňské sochařské akademii.

## Galerie

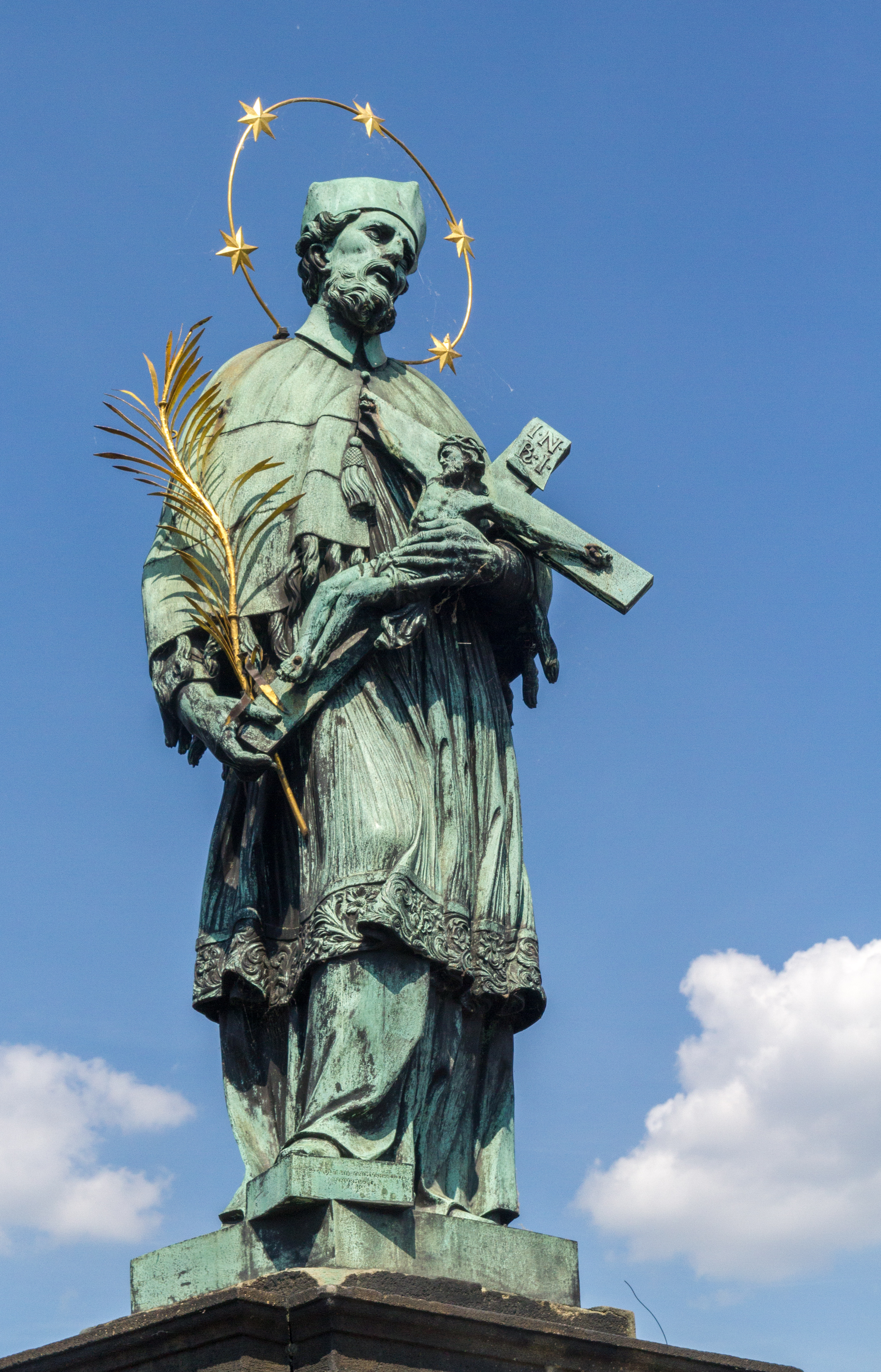
Socha sv. Jana Nepomuckého na Karlově mostě (1682)
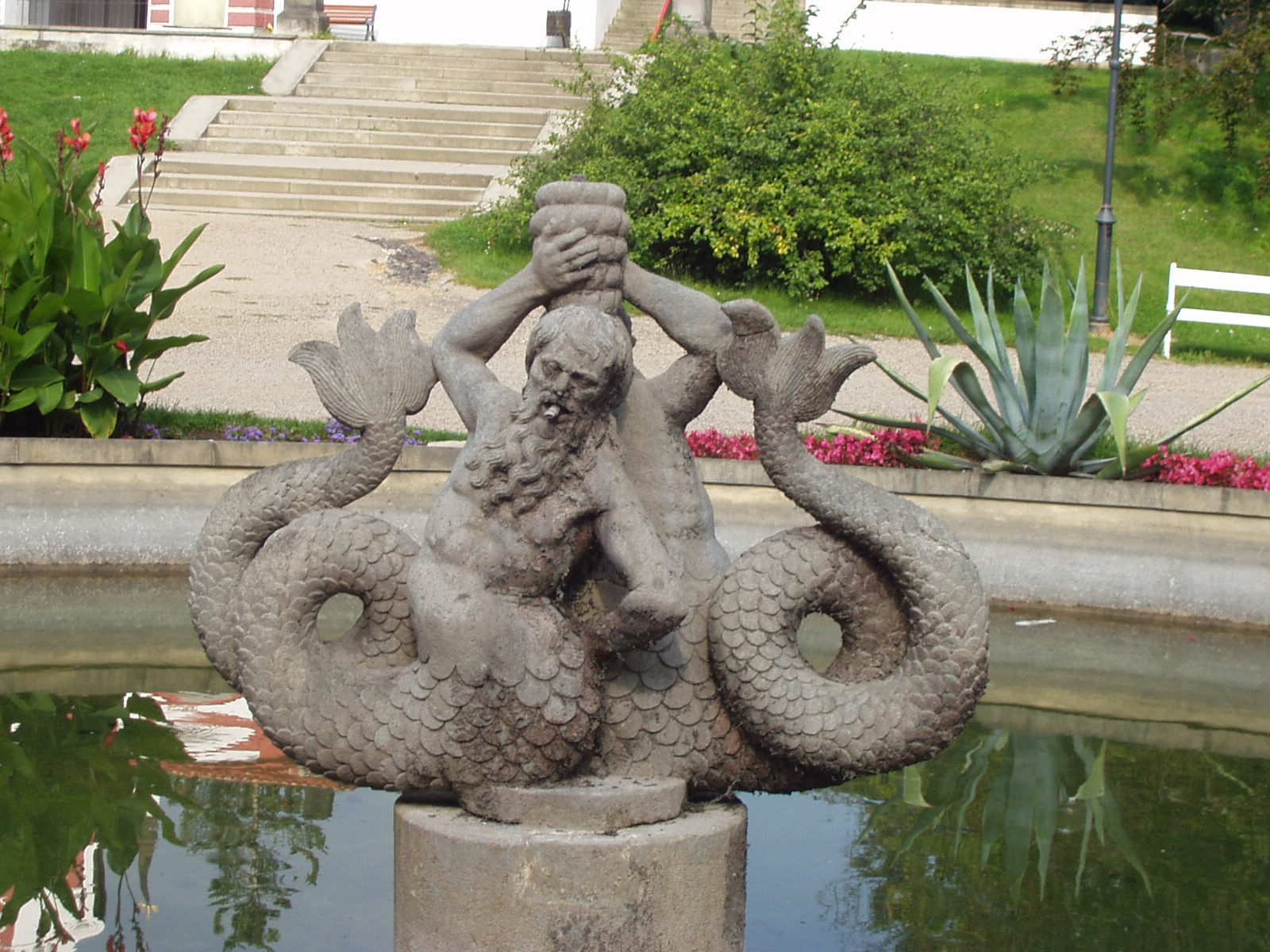
Socha Tritona na zámecké kašně v Klášterci nad Ohři (1865)
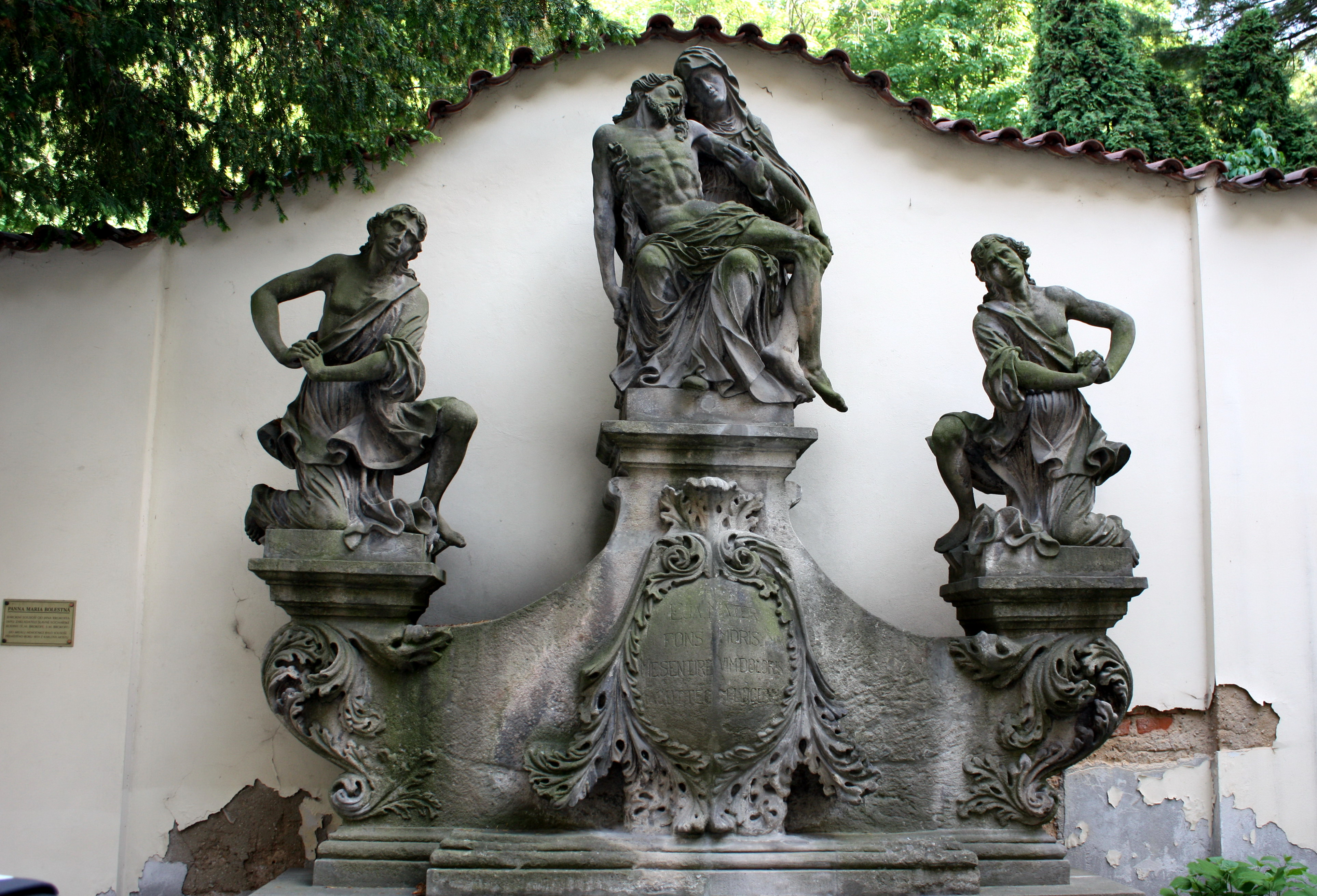
Sousoší Piety, Praha (1695-1969)
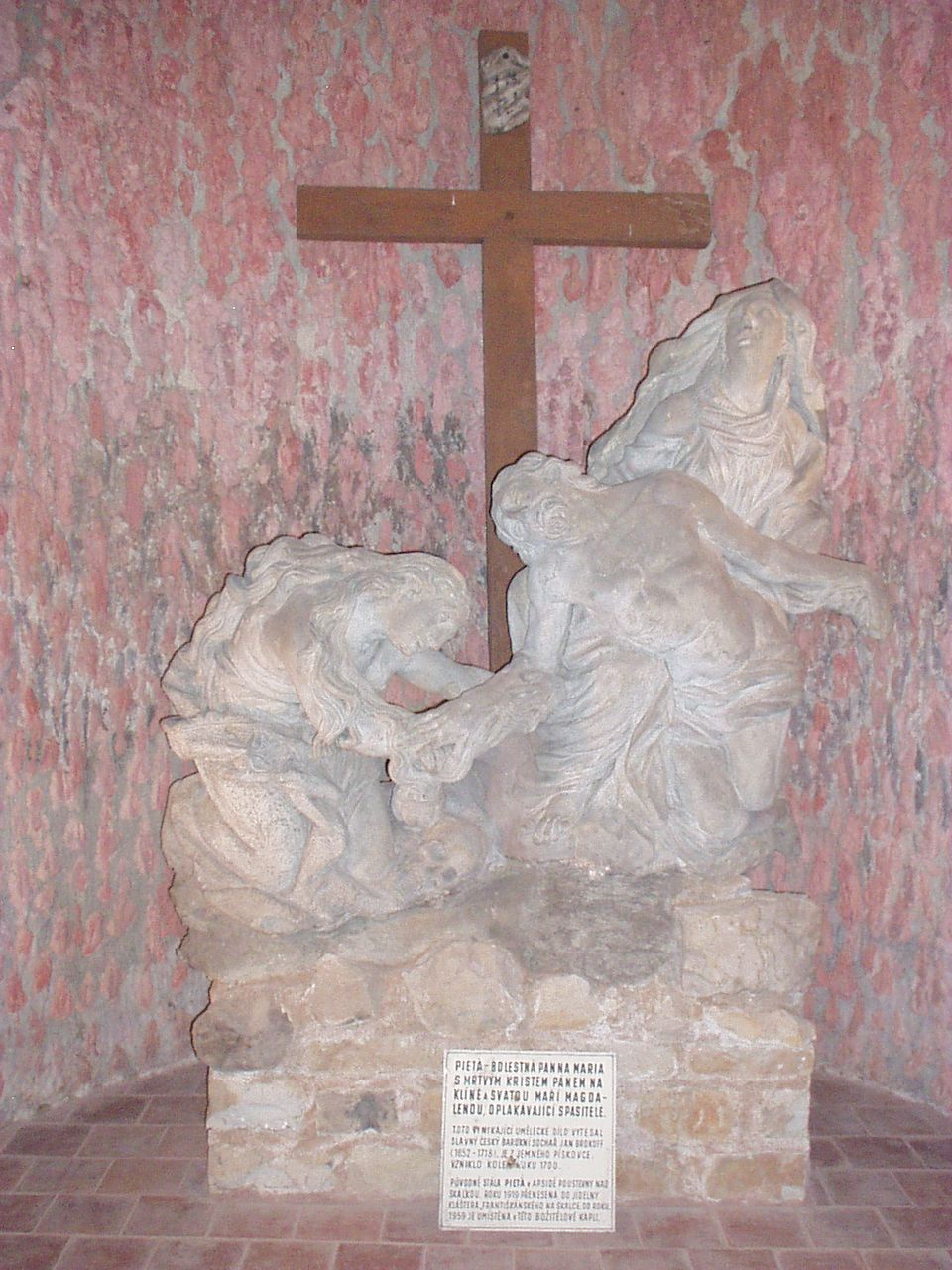
Pieta v poustevně na Skalce (kolem 1700)
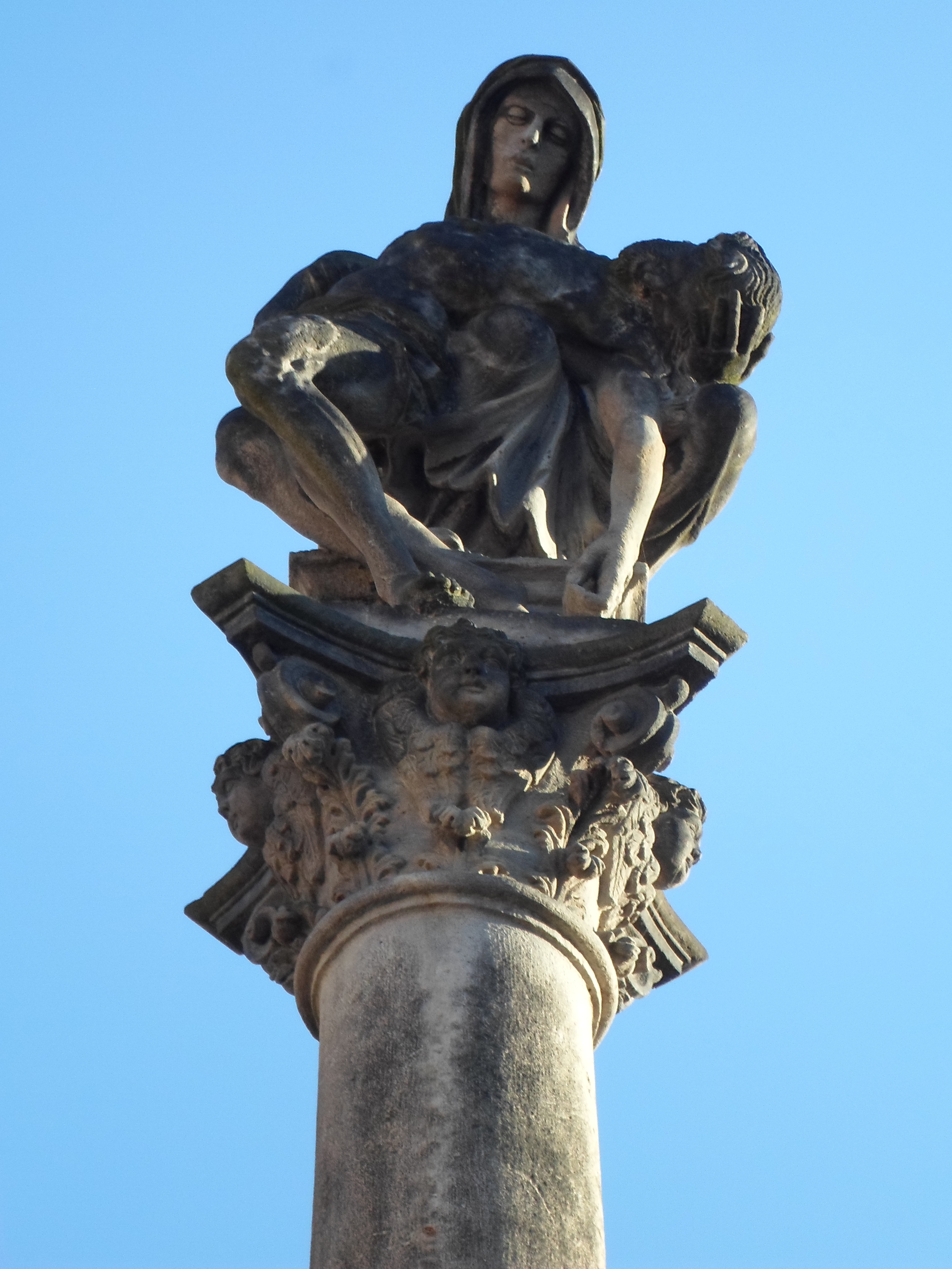
Socha Bolestné Panny Marie na sloupu v Jirkově (1695)
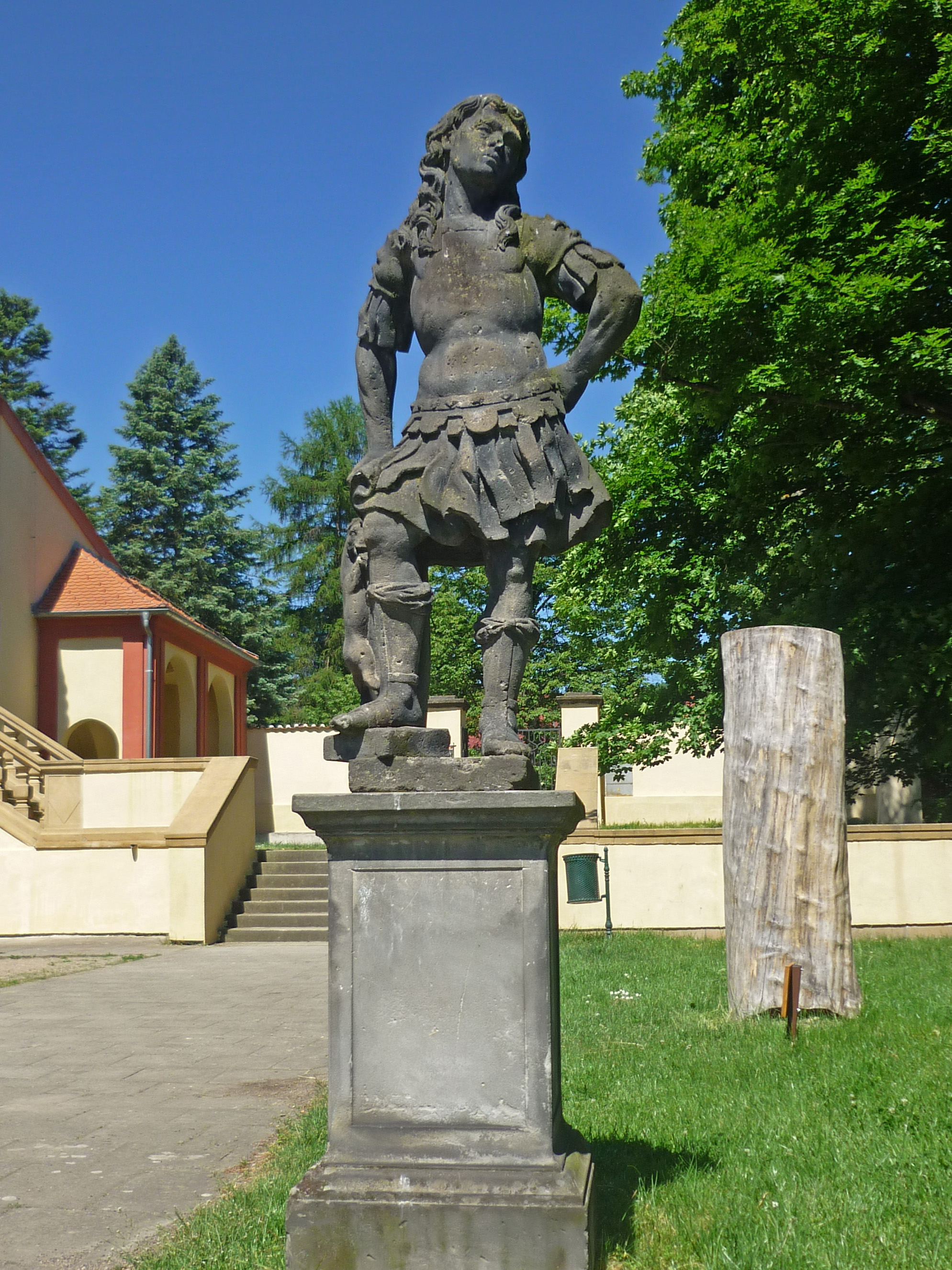
Zahrada zámku v Klášterci nad Ohří (kolem 1686)
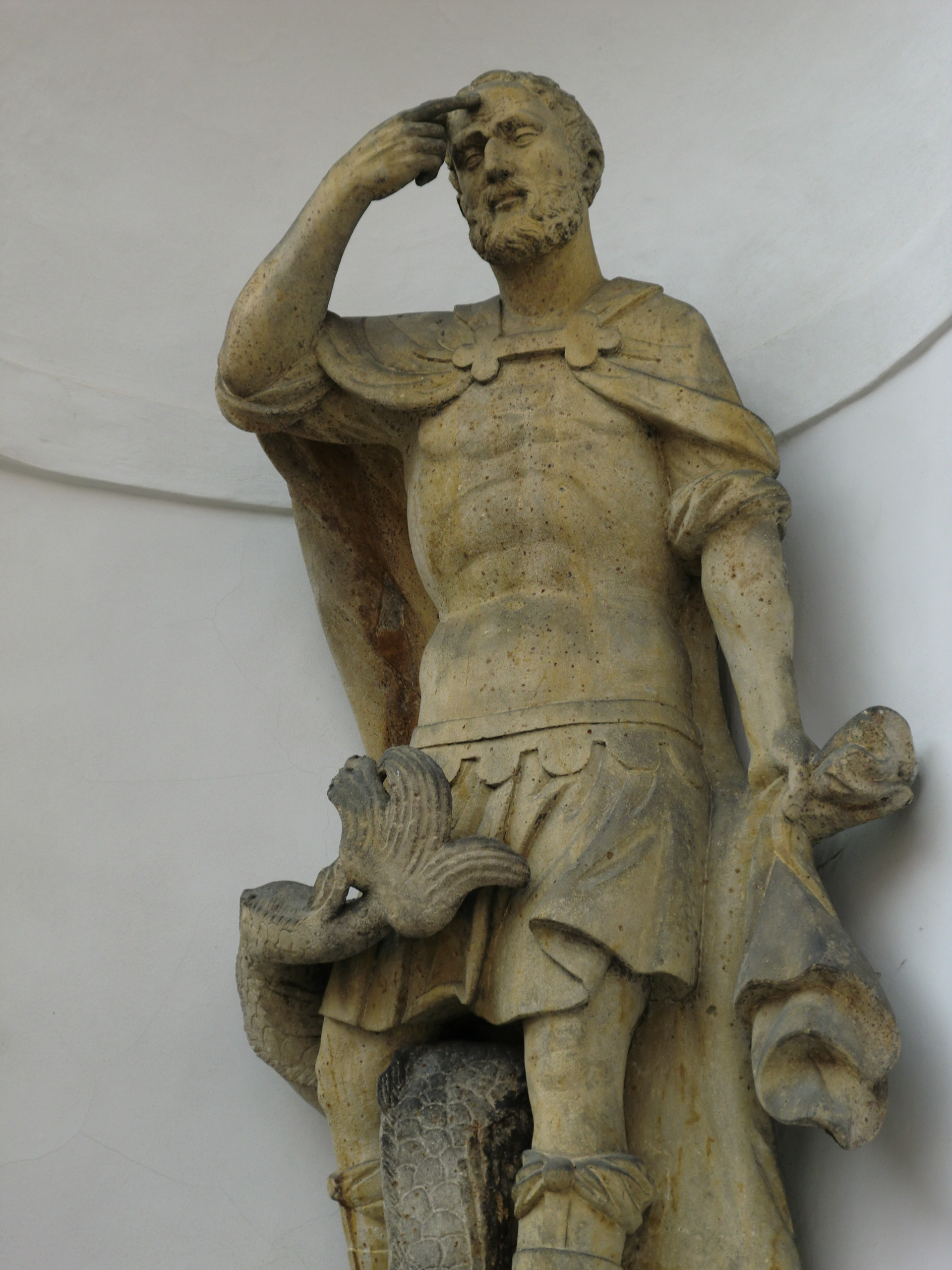
Socha Kyklopa Polyphema na zámku Červený Hrádek (1688–1688)